# Mexitlia altima
Mexitlia altima là một loài nhện trong họ Dictynidae.
Loài này thuộc chi Mexitlia. Mexitlia altima được miêu tả năm 1997 bởi Bond & Opell.